# Mej Fang
Mej Fang (Mei Fang) (egyszerűsített kínai írással: 梅方, Vuhan (Wuhan), 1989. november 14. –) kínai labdarúgó.

## Pályafutása

### Klubcsapatokban
2008-ban kezdte labdarúgó pályafutását a Wuhan Optics Valley csapatában. 2008 augusztusában próbajátékon volt a Ligue 2-ben szereplő RC Strasbourg csapatánál, csapattársával, Wang Yanggal. 2008 októberében a Wuhan visszalépett a bajnokságból, szerintük a Kínai labdarúgó-szövetség igazságtalanul büntette a csapatot. Mivel nem volt klubja, 2008 novemberében próbajátékon járt a Bundesligában szereplő VfL Wolfsburgnál Wanggal együtt. 2008 decemberében a belga élvonalban szereplő Cercle Brugge csapatához mentek. A Cercle Brugge vezetősége később úgy döntött, hogy szerződést ajánl Meinek és Wangnak; Mei azonban úgy döntött, hogy inkább visszatér Vuhanba, és csatlakozik a Vuhan Zall csapatához.
A 2009-es szezonban debütált a Vuhan Zall csapatában, majd az idény végén csapatával feljutott a Kínai harmadosztályba. 2009. november 28-án megszerezte első bajnoki gólját, ugyanakkor ki is hagyott egy tizenegyest a büntetőpárbajban, amivel a Vuhan Zall kikapott a Hunán Sjangtao csapatától a Kínai negyedosztály rájátszásának döntőjében. 2010 januárjában ismét visszautasította a Cercle Brugge ajánlatát. 2012 elején két évvel meghosszabbította szerződését a csapattal. 2012. március 12-én nevezték ki csapatkapitánynak, a 2012-es szezonban pedig csapatával feljutott az első osztályba. 2013. március 8-án a Csiangszu Szuning ellen debütált az élvonalban. Első gólját 2013. június 1-jén szerezte a Csingtao Hajniu elleni 1–1-es döntetlen alkalmával. 2013. augusztus 18-án a Kuangcsou City elleni 5–1-es vereséget követően a klub megfosztotta kapitányi posztjától, és Cho Won-hee-t nevezte ki új csapatkapitánynak.
Miután a Vuhan Zall kiesett a másodosztályba, a média Mei-t szóbahozta a kínai élvonalban szereplő Beijing Guoan csapatával, végül 2014. január 1-jén a Kuangcsou Evergrande-hoz szerződött. 2014. február 26-án csereként debütált a klub színeiben a Melbourne Victory elleni 4–2-es győzelem alkalmával, a 2014-es AFC-bajnokok ligája első csoportmérkőzésén. Május 21-én megszerezte első gólját a csapatban, a Kujcsou Renhe elleni 1–1-es döntetlen alkalmával. 2017. július 29-én keresztszalag sérülést szenvedett a Kuangcsou City elleni bajnoki mérkőzésen, ami után a szezon hátralevő részében már nem léphetett pályára. 2018. július 18-án a Kujcsou Hengfeng elleni 4–0-s hazai győzelem alkalmával tért vissza.
2022. március 10-én jelentette be visszavonulását.

### A válogatottban
2014. június 18-án debütált a kínai válogatottban az Észak-Macedónia ellen 2–0-ra megnyert mérkőzésen. Meghívót kapott Kína 23 fős keretébe a 2015-ös Ázsia Kupára, és mind a 4 mérkőzésen pályára lépett a tornán. 2015. november 12-én megszerezte első válogatottbeli gólját a 2018-as világbajnokság selejtezőjében, a Bhután ellen 12–0-ra megnyert mérkőzésen.

## Statisztika

### Klubcsapatokban
| Klub                 | Szezon           | Bajnokság           | Bajnokság | Bajnokság | Kupa  | Kupa  | Nemzetközi | Nemzetközi | Egyéb | Egyéb | Összes | Összes |
| Klub                 | Szezon           | Liga                | Mérk.     | Gólok     | Mérk. | Gólok | Mérk.      | Gólok      | Mérk. | Gólok | Mérk.  | Gólok  |
| -------------------- | ---------------- | ------------------- | --------- | --------- | ----- | ----- | ---------- | ---------- | ----- | ----- | ------ | ------ |
| Vuhan Kuangku        | 2008             | Kínai Szuperliga    | 0         | 0         | -     | -     | -          | -          | -     | -     | 0      | 0      |
| Vuhan Zall           | 2009             | Kínai harmadosztály | 13        | 1         | -     | -     | -          | -          | -     | -     | 13     | 1      |
| Vuhan Zall           | 2010             | Kínai másodosztály  | 20        | 0         | -     | -     | -          | -          | -     | -     | 20     | 0      |
| Vuhan Zall           | 2011             | Kínai másodosztály  | 20        | 2         | 0     | 0     | -          | -          | -     | -     | 20     | 2      |
| Vuhan Zall           | 2012             | Kínai másodosztály  | 26        | 2         | 1     | 0     | -          | -          | -     | -     | 27     | 2      |
| Vuhan Zall           | 2013             | Kínai Szuperliga    | 28        | 2         | 1     | 0     | -          | -          | -     | -     | 29     | 2      |
| Vuhan Zall           | Összesen         | Összesen            | 107       | 7         | 2     | 0     | 0          | 0          | 0     | 0     | 109    | 7      |
| Kuangcsou Evergrande | 2014             | Kínai Szuperliga    | 18        | 1         | 2     | 0     | 5          | 0          | 0     | 0     | 25     | 1      |
| Kuangcsou Evergrande | 2015             | Kínai Szuperliga    | 21        | 0         | 0     | 0     | 9          | 0          | 1     | 0     | 31     | 0      |
| Kuangcsou Evergrande | 2016             | Kínai Szuperliga    | 25        | 0         | 7     | 0     | 2          | 0          | 0     | 0     | 34     | 0      |
| Kuangcsou Evergrande | 2017             | Kínai Szuperliga    | 13        | 0         | 2     | 0     | 4          | 0          | 0     | 0     | 19     | 0      |
| Kuangcsou Evergrande | 2018             | Kínai Szuperliga    | 10        | 0         | 0     | 0     | 0          | 0          | 0     | 0     | 10     | 0      |
| Kuangcsou Evergrande | 2019             | Kínai Szuperliga    | 6         | 0         | 0     | 0     | 2          | 0          | -     | -     | 8      | 0      |
| Kuangcsou Evergrande | 2020             | Kínai Szuperliga    | 10        | 0         | 1     | 0     | 4          | 0          | -     | -     | 15     | 0      |
| Kuangcsou Evergrande | 2021             | Kínai Szuperliga    | 3         | 0         | 0     | 0     | 0          | 0          | -     | -     | 3      | 0      |
| Kuangcsou Evergrande | Összesen         | Összesen            | 106       | 1         | 12    | 0     | 26         | 0          | 1     | 0     | 135    | 1      |
| Karrier összesen     | Karrier összesen | Karrier összesen    | 213       | 8         | 14    | 0     | 26         | 0          | 1     | 0     | 254    | 8      |

Jegyzetek
1. 1 2 3 4 5  Mérkőzése(i) a Kínai Szuperkupában

### A válogatottban
| Kína     | Kína  | Kína  |
| Év       | Mérk. | Gólok |
| -------- | ----- | ----- |
| 2014     | 9     | 0     |
| 2015     | 13    | 1     |
| 2016     | 1     | 0     |
| 2017     | 2     | 0     |
| 2019     | 2     | 0     |
| Összesen | 27    | 1     |

#### Mérkőzései a kínai válogatottban
| #   | Dátum               | Ellenfél        | Eredmény | Kiírás                              | Esemény     |
| --- | ------------------- | --------------- | -------- | ----------------------------------- | ----------- |
| 1.  | 2014. június 18.    | Észak-Macedónia | 2 – 0    | Barátságos mérkőzés                 |             |
| 2.  | 2014. június 29.    | Mali            | 1 – 3    | Barátságos mérkőzés                 | a szünetben |
| 3.  | 2014. szeptember 4. | Kuvait          | 3 – 1    | Barátságos mérkőzés                 | 78'         |
| 4.  | 2014. szeptember 9. | Jordánia        | 1 – 1    | Barátságos mérkőzés                 | 84'         |
| 5.  | 2014. október 14.   | Paraguay        | 2 – 1    | Barátságos mérkőzés                 | a szünetben |
| 6.  | 2014. november 14.  | Új-Zéland       | 1 – 1    | Barátságos mérkőzés                 | 90+2'       |
| 7.  | 2014. november 18.  | Honduras        | 0 – 0    | Barátságos mérkőzés                 | 73'         |
| 8.  | 2014. december 13.  | Kirgizisztán    | 4 – 0    | Barátságos mérkőzés                 | a szünetben |
| 9.  | 2014. december 17.  | Kirgizisztán    | 2 – 0    | Barátságos mérkőzés                 | a szünetben |
| 10. | 2015. január 3.     | Omán            | 4 – 1    | Barátságos mérkőzés                 | 62'         |
| 11. | 2015. január 10.    | Szaúd-Arábia    | 1 – 0    | Ázsia-kupa-csoportkör               | 79'         |
| 12. | 2015. január 14.    | Üzbegisztán     | 2 – 1    | Ázsia-kupa-csoportkör               |             |
| 13. | 2015. január 18.    | Észak-Korea     | 2 – 1    | Ázsia-kupa-csoportkör               |             |
| 14. | 2015. január 22.    | Ausztrália      | 0 – 2    | Ázsia-kupa-negyeddöntő              | a szünetben |
| 15. | 2015. március 27.   | Haiti           | 2 – 2    | Barátságos mérkőzés                 | 79'         |
| 16. | 2015. március 31.   | Tunézia         | 1 – 1    | Barátságos mérkőzés                 | a szünetben |
| 17. | 2015. június 16.    | Bhután          | 6 – 0    | Vb-selejtező                        |             |
| 18. | 2015. szeptember 3. | Hongkong        | 0 – 0    | Vb-selejtező                        |             |
| 19. | 2015. szeptember 8. | Maldív-szigetek | 3 – 0    | Vb-selejtező                        | 62'         |
| 20. | 2015. október 8.    | Katar           | 0 – 1    | Vb-selejtező                        |             |
| 21. | 2015. november 12.  | Bhután          | 12 – 0   | Vb-selejtező                        | 10'         |
| 22. | 2015. november 17.  | Hongkong        | 0 – 0    | Vb-selejtező                        |             |
| 23. | 2016. november 15.  | Katar           | 0 – 0    | Vb-selejtező                        | 90+3'       |
| 24. | 2017. március 23.   | Dél-Korea       | 1 – 0    | Vb-selejtező                        |             |
| 25. | 2017. március 28.   | Irán            | 0 – 1    | Vb-selejtező                        | 90+5'       |
| 26. | 2019. december 10.  | Japán           | 1 – 2    | 2019 EAFF E-1 Football Championship | 27'         |
| 27. | 2019. december 15.  | Dél-Korea       | 0 – 1    | 2019 EAFF E-1 Football Championship | a szünetben |

## Sikerei, díjai
- Kuangcsou Evergrande
  - Kínai bajnok: 2014, 2015, 2016, 2017, 2019
  - Kínai kupa: 2016
  - Kínai szuperkupa: 2016, 2017, 2018
  - AFC-bajnokok ligája: 2015

## Fordítás
- Ez a szócikk részben vagy egészben  a   Mei Fang című angol Wikipédia-szócikk fordításán alapul.  Az eredeti cikk szerkesztőit annak laptörténete sorolja fel. Ez a jelzés csupán a megfogalmazás eredetét és a szerzői jogokat jelzi, nem szolgál a cikkben szereplő információk forrásmegjelöléseként.